# 原臺南山林事務所
原臺南山林事務所位於臺南市中西區，民國九十二年（2003年）5月13日臺南市政府公告為市定古蹟。在日治時期，這裡是負責管理臺南地區山林的部門。古蹟修復後曾作為餐廳（一樓）與臺南市孔廟文化園區旅遊資訊中心（二樓），2011年3月26日改為臺南市文化資產管理處的展覽場地，為古蹟再利用的重要案例。

## 沿革
明治三十五年（1902年）臺灣總督府殖產部成立了林務課來管理臺灣的林業與森林，大正十四年（1925年）殖產部於臺南市興建了樹苗養成所。昭和六年（1942年）樹苗養成所與曾文溪森林治水所合併為臺南山林事務所，兩年後又改稱為臺南州產業部林務課。
民國三十九年（1950年）改為臺灣省行政長官公署農林處林務局楠濃林區管理處，之後又變成臺灣省林務局嘉義林區管理處臺南工作站。之後嘉義林區管理處臺南工作站遷移，便由臺南市政府接收並整修，於民國九十年（2001年）完工，作為餐廳（1F）及孔廟文化園區資訊中心（2F）。
2010年12月25日，臺南市文化資產管理處成立，是第一個直轄市級文化資產管理機關，與中西區圖書館（由原臺南愛國婦人會館遷至本處）利用原來林管處東側西式建築作為辦公室（3F）。2011年3月26日文資處正式掛牌，山林事務所轉變作為文資處對外舉辦展覽活動場所。
2012年8月11日，事務所成為國內第一個由公部門設立的重要作家紀念館—葉石濤文學紀念館。

## 建築特色
原臺南山林事務所的建築有二層樓高，牆上有許多窗戶，其中一樓為平拱窗，二樓為圓拱窗，而圓拱窗上又有突出的飾帶。屋頂上鋪黑瓦，於主要入口與南側中央則有以托架支撐的雨庇。

## 外部連結
- 葉石濤文學紀念館 （页面存档备份，存于）
- 文化部文化資產局—原臺南山林事務所 （页面存档备份，存于）
- 臺灣大百科——原臺南山林事務所 （页面存档备份，存于）